# Лимановка (Харьковская область)
Лимановка (укр. Лиманівка), село, 
Сомовский сельский совет, 
Зачепиловский район, 
Харьковская область.
Код КОАТУУ — 6322284003. Население по переписи 2024 года составляет 2 человек.

## Географическое положение
Село Лимановка находится на правом берегу реки Орель, с другой стороны села проходит канал Днепр — Донбасс (фактически село находится на острове).
Русло реки извилисто, на нём много лиманов, островов, оно сильно заболочено, на противоположном берегу расположено село Лычково (Днепропетровская область).
К селу примыкает небольшой лесной массив (дуб).

## История
- 1799 - дата основания.